# English Nature

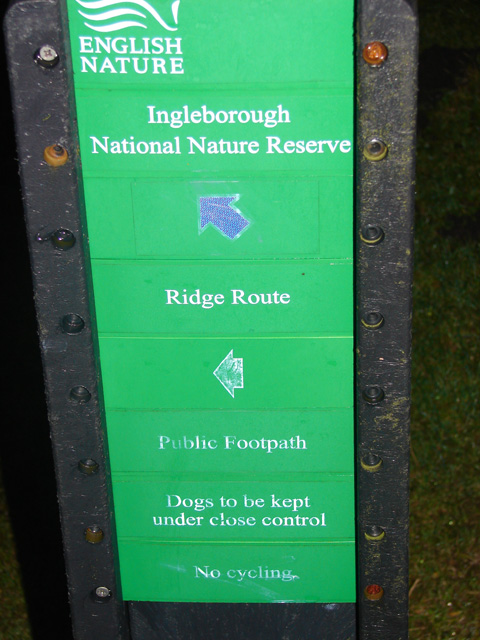
Panneau de English Nature indiquant des chemins aux passants.

English Nature était l'agence gouvernementale britannique qui a favorisé la conservation de la faune sauvage, de la géologie et des endroits sauvages dans toute l'Angleterre entre 1990 et 2006.
C'était un organisme public non ministériel financé par le ministère de l'Environnement, de l'Alimentation et des Affaires rurales (Department for Environment, Food and Rural Affairs) et qui donnait des conseils légaux, des subventions et des permis.

## Historique
Le Conseil pour la conservation de la nature (Nature Conservancy Council - NCC), anciennement la Conservation de la Nature (Nature Conservancy) a été créé par la loi de 1949 sur les parcs nationaux et l'accès à campagne pour s'occuper des questions de conservation de la nature dans toute la Grande-Bretagne.
La NCC a été divisé en quatre par la loi sur la protection de l'environnement de 1990, sa charge en Angleterre étant confié à l’English Nature. En Écosse, ses fonctions ont été fusionnées avec celles de la Commission pour la campagne pour l'Écosse (Countryside Commission for Scotland) pour former la Scottish Natural Heritage. De même au pays de Galles, il y a eu une fusion pour former le Countryside Council for Wales. Un département beaucoup plus petit, le comité conjoint de conservation de la nature (Joint Nature Conservation Committee - JNCC), soutenait les trois organisations. Les fonctions en Angleterre de la Commission pour la campagne (Countryside Commission) ont échu à la toute nouvelle Agence pour la campagne (Countryside Agency).
English Nature a travaillé en étroite collaboration avec le JNCC et les organismes équivalents pour l'Écosse, le pays de Galles et l'Irlande du Nord (l'Agence de l'environnement d'Irlande du Nord) pour apporter une approche cohérente de la conservation de la nature à travers le Royaume-Uni et remplir ses obligations internationales.
L'agence a cessé d'exister en octobre 2006 à la suite d'un examen de Lord Haskins, décrété par la loi de 2006 sur le milieu naturel et les collectivités rurales. Elle a été agrégée avec certaines parties du Service du Développement Rural (Rural Development Service) et de la Countryside Agency le 1er octobre 2006, pour former un nouvel organisme appelé Natural England.

### Source
- (en) « Q&A: English Nature », BBC News, 4 novembre 2003 (consulté le 2 mai 2010)